# (3447) Burckhalter
(3447) Burckhalter es un asteroide que forma parte del cinturón interior de asteroides y fue descubierto el 29 de septiembre de 1956 por el equipo del Indiana Asteroid Program desde el Observatorio Goethe Link de Brooklyn, Estados Unidos.

## Designación y nombre
Burckhalter recibió inicialmente la designación de 1956 SC.
Posteriormente, en 1990, se nombró en honor del astrónomo estadounidense Charles Burckhalter (1849-1923).

## Características orbitales
Burckhalter orbita a una distancia media de 1,991 ua del Sol, pudiendo acercarse hasta 1,934 ua y alejarse hasta 2,048 ua. Su inclinación orbital es 20,72 grados y la excentricidad 0,02861. Emplea 1026 días en completar una órbita alrededor del Sol.
Burckhalter pertenece al grupo asteroidal de Hungaria.

## Características físicas
La magnitud absoluta de Burckhalter es 12,2 y el periodo de rotación de 59,8 horas.